# مأمور کدی بنکس ۲: مقصد لندن
مأمور کدی بنکس ۲: مقصد لندن (انگلیسی: Agent Cody Banks 2: Destination London) فیلمی در ژانر جاسوسی به کارگردانی کوین آلن است که در سال ۲۰۰۴ منتشر شد.

## بازیگران
- فرانکی میونیز
- آنتونی اندرسون
- سینتیا استیونسون
- دانیال روبوک
- کیث دیوید
- هانا اسپریت
- آنا چنسلر
- جیمز فوکنر
- دیوید کلی
- دیمین هرست
- جیمز دریفوس
- هنری میلر
- آلفی آلن
- مارک ویلیامز
- دیوید کلی
- جان پرکینز
- کیت آلن
- سام داگلاس
- سانتیاگو سگورا
- سم داگلاس